# Кинь-Грусть (парк)
Парк «Кинь-Грусть» или «Парк по улице Кобзарской» (укр. «Кинь-Ґрусть») — парк-памятник садово-паркового искусства местного значения, расположенный на территории Подольского района Киевского горсовета (Украина). Создан 20 марта 1972 года. Площадь — 7,3 га. Землепользователь — коммунальные предприятия по содержанию зелёных насаждений Подольского района. Является местом отдыха горожан.

## История
Парк получил статус парка-памятника садово-паркового искусства местного значения Решением исполнительного комитета Киевского горсовета от 20 марта 1972 года № 363 с общей площадью 14 га. Решением Киевского горсовета от 17.02.1994 года № 14 площадь парка была уменьшена на 6,7 га.
Парк представляет собой часть урочища «Кинь Грусть», в котором в XIX столетии были расположены дачные поместья. В начале XIX столетия тут была дача генерала Бегичева, в 1830-х годах — поместье Лукашевичей, в конце столетия местность принадлежала известному Киевскому книгоиздателю С. В. Кульженко, проректору Киевского фотографического института, профессору Киевского художественного института. Поэтому среди киевлян было распространено ещё одно название этой местности — «Дача Кульженко».
В последние десятилетия площадь парка существенно уменьшилась в связи с отчуждением части его территории под строительство корпусов Института геронтологии НАНУ, Института эндокринологии Министерства охраны здоровья и площадки для отстоя троллейбусов (конечная остановка маршрутов № 6, 18 и 32).

## Описание
Парк расположен на месте изолированного участка Пуща-Водицкого лесного массива, что в исторических местностях Ветряные горы и Кинь-Грустьː между улицами Сошенко, Кобзарская, Вышгородская, Моринецкая. Южнее расположен пруд, восточнее — институт геронтологии имени Д. Ф. Чеботарева НАМН Украины, севернее — конечная остановка троллейбусов № 6, 18, 32. В парке и возле него есть несколько ботанических памятников природы (столетний деревья). Есть бювет.
Парк не имеет оформленного входа, аншлагов, ограды (или живой изгороди), в нём очень мало декоративных кустарников, практически нет клумб.
Как добраться Транспортː ост. площадь Тараса Шевченкаː троллейбус № 6 (от ст. м. Площадь Независимости, Лукьяновская), 18 (от ст. м. Площадь Независимости, Лукьяновская), 32 (от ст. м. Нивки), 33 (от Южного ж/д вокзала, у ст. м. Вокзальная, и ст. м. Лукьяновская), маршрутное такси № 181, 219, 227, 525 (от ст. м. Петровка), 537, 586 (от ст. м. Лукьяновская). Ближайшие станции метроː   Минская.

## Природа
Преобладает лесной тип садово-парковых ландшафтов, небольшие площади заняты парковым (1,55 га), луговым (1,7 га) и садовым (0,56 га) типами ландшафтов. Всего тут произрастает 31 вид древесных растений, среди них преобладает липа сердцевидная.
Наибольшую ценность в парке имеют остатки старого леса — деревья в части парка, прилегающей к улице Кобзарской. Это в большинстве своём старые дубы (несколько десятков), реже — липы и сосны. Возраст дубов превышает 200 лет, они достигают 30 м высоты и имеют диаметр ствола до 150 см. Старые липы немного ниже — до 25 м, с диаметром стволов 95—100 см. Особое внимание обращает на себя старая липа, которая имеет три ствола (диаметр каждого 50—60 см), а снизу — общий ствол с диаметром до 3 м и окружностью около 9 м. Дерево имеет живую, развитую крону. В более повышенной части парка имеются старые сосны с мощными колонноподобными стволами 35—37 м высотой, и диаметром 90—100 см, возрастом более 150 лет.
Из ценных деревянных пород следует отметить группу средневозрастных дубов северных (красных), которые обильно плодоносят.
В целом, часть парка, расположенная возле улицы Кобзарской ,— это разреженные старые и средневозрастные деревья на покрове из злакового травостоя, в котором преобладает метлица. Местами сохранились лесные растения — копытень европейский, коротконожка лесная, чистец лесной. На возвышении преобладают насаждения клёна остролистого с наличием дуба, вяза, единично — черешни. Травяной покров в них мало развит.
В части парка, прилегающей к улице Сошенко, старые деревья отсутствуют (хотя безусловно были здесь ранее, поскольку они есть на прилегающих усадьбах). Тут преобладают средневозрастные и молодые берёзы, тополя, клёны, есть группа более старых осин. Имеются также остатки старого сада.